# Grundfos
A Grundfos dániai székhelyű transznacionális vállalat, a világ egyik legnagyobb szivattyú- és búvárszivattyú-gyártó vállalata. Magyarországon jelentős tőkével, székesfehérvári központtal van jelen.

## Története
A vállalatot Poul Due Jensen alapította meg 1944-ben Bjerringbro-ban, Bjerringbro Pressestøberi og Maskinfabrik néven. A Grundfos eredetileg csak a vállalat egy termékének neve volt, azonban az 1960-as években már magát a céget is így emlegették. 1967-ben egy „s” betű eltávolításával hivatalosan is mai formájára változtatták a cégnevet.
A vállalat már az 1940-es években megkezdte exporttevékenységét. Először Norvégiába szállítottak szivattyúkat, 1953-ban pedig első külföldi kiállításukat is megtartották. A cég első leányvállalatát 1960-ban alapították meg a németországi Wahlstedtben, amely értékesítői és gyártási tevékenységeket is végzett.
1962-ben a cég elindította oktatási programját alkalmazottai számára. A Grundfos dolgozói esti iskolában tanulhattak többek között matematikát és nyelveket, ahogyan a globális kereskedelem mind fontosabbá vált a vállalat számára. A cég ma is végez hasonló, bár jóval kiterjedtebb tevékenységet, a dolgozók és más szakemberek ma a vállalat akadémiáján képezhetik magukat.
A cég más területeken is az élen járt, így például 1968-ban a Grundfos volt az első olyan dán vállalat, amely külön akadálymentesített műhelyt létesített különleges igényű munkatársai számára egy 1994-es, az állammal kötött megállapodás alapján.
Az alapító 1975-ben hozta létre a Poul Due Jensen Alapítványt, amelyre egyúttal átruházta a Grundfos részvények nagy részének tulajdonjogát. Az alapítványt, amely immár a többségi tulajdonossá vált, azzal a céllal hozta létre Jensen, hogy bebiztosítsa az új befektetéseket, fejlesztéseket és a terjeszkedést. Az alapítvány részesedése a vállalatból napjainkban 86,7%. Az alapító 1977 novemberében, 65 éves korában hunyt el. A cég vezetését ekkor fia, az akkor 35 éves Niels Due Jensen vette át.

## A Grundfos szivattyúk
Bár a cég eredetileg kovácsmunkákkal, fűtéstechnikával és tisztítóberendezésekkel foglalkozott, 1945-ben egy kis automata vízművön dolgoztak, amelyhez a cég alapítója nem talált megfelelő minőségű elektromos szivattyút. Jensen ezért inkább saját maga fejlesztett ki egy ilyen berendezést. A vállalatnál azóta is 1945-ről emlékeznek meg évfordulós ünnepségeiken. Ezt az első szivattyút, amely a Foss 1 névre hallgatott, „disznónak” becézték kialakítása miatt, és egy kisméretű dugattyús talajvíz szivattyú volt, amelyet úgy terveztek meg, hogy akár 7 méter mély kutakból is képes legyen kiszivattyúzni a vizet. Ebből a modellből a vállalat összesen 26 darabot gyártott le és adott el.
A CP centrifugális szivattyú gyártása 1952-ben kezdődött meg, ez volt az első centrifugális típus, amelyet a Grundfos előállított. Előnyük az volt a Foss 1 modellel szemben, amely bár nagy teljesítményű volt, de nehéz és rengeteg nyersanyagot igényelt, hogy jóval kisebbek voltak és többnyire hengeres alkatrészekből álltak. A dugattyús típust hamarosan teljesen fel is váltották a portfólióban.
A cég első, hét méternél mélyebb kutak esetén is alkalmazható szivattyúja a Dybfoss BP fúrólyuk-szivattyú volt, amely lényegében a CP modell átalakításával jött létre.
A Grundfos első keringetőszivattyúja a VP 32 volt, amelyet fűtő- és lakossági vízmelegítő rendszerekbe terveztek. A berendezés forgórésze rozsdamentes acélból készült, csapágyai pedig ellenálló fémből, így a fűtőrendszerekben végbemenő folyamatokat képes volt hosszú távon is tolerálni. A csapágyrendszer olyan megbízhatónak bizonyult, hogy ilyen típusú szivattyúkat a mai napig is alkalmaznak bizonyos helyeken, elsősorban energiahatékonyságuk miatt.
Ezt a VP 35 követte, amely a korábbi modellel lényegében megegyezett, csak megjelenését változtatták meg teljesen, illetve valamivel könnyebbé tették az 1962-ben piacra dobott modellt. Legnagyobb újdonsága a hidraulika volt, amely lehetővé tette, hogy több típusú rendszer részeként is alkalmazzák.
A Grundfos 1962-ben kezdett el merülőszivattyúkat gyártani. Az SP (submersible pump) modellek nagy áttörést jelentettek, mivel teljes egészében rozsdamentes acélból készültek. Ez nem csak alapvetően hosszabb élettartamot jelentett, de jóval nagyobb ellenálló képességet is a mostoha körülmények között. Mivel a dugattyús szivattyúk e téren ekkor már elavultnak számítottak, a piacon ezek a modellek nagy űrt töltöttek be, így a kereslet is igen nagy volt rájuk.
Mivel ekkoriban nem állt rendelkezésre megfelelő rendszer ahhoz, hogy keringetőszivattyúikat megfelelő körülmények között nagy mennyiségben gyárthassák, a Grundfos szakemberei maguk terveztek egy új típusú gyártósort. A „körhintának” becézett berendezés alkatrészeket készített a szivattyúkhoz, ami rengeteg időt takarított meg az előállítási folyamatban.
A következő lépés a vállalat számára a CR30-as centrifugális szivattyú kifejlesztése volt, a világ első in-line többfázisú szivattyújáé. Legnagyobb újítása az volt, hogy a bemenet és a kimenet egy szinten helyezkedtek el, amely lehetővé tette, hogy a vezetékek átalakítása nélkül telepíthető legyen bármely rendszerbe. Ez a kialakítás mára ipari sztenderddé vált.
A víz alá meríthető motorok fejlesztésébe a 60-as évek végén kezdett a Grundfos, az első típusok pedig 1974-ben készültek el. Ezek rozsdamentes acélborítással készültek, ami költséghatékonnyá tette őket, mivel csak ritkán kellett szervizelni vagy cserélni ezeket a modelleket. 1976-ban kifejlesztették sztenderd motorjaikat is, amelyek már az első évben több ipari díjat kaptak.
A Jet szivattyúkkal 1976-ban álltak elő. Ezt megelőzően a szivattyúkat általában egy meghatározott helyre telepítették, a Jet szivattyúk azonban már hordozható, univerzálisan felhasználható típusok voltak.
A Grundfos már az 1970-es évek óta foglalkozott elektronikával, 1980-ban azonban, mivel a világ figyelme a klímaváltozás és a hatékonyabb energiafelhasználás felé fordult, egy új projekt indult be a cégnél. Ennek keretében fejlesztették ki a mikroprocesszor által vezérelt frekvenciakonvertert.
A vállalat első szennyvízszivattyúja 1984-ben került piacra. Az MGE motor kifejlesztésére 1993-ban került sor, melynek 1995-ben már a következő generációját is bemutatták.
A Magna motort, amelyet úgy terveztek, hogy a feladathoz képest különféleképpen alkalmazhassák a felhasználók, 2001-ben dobták piacra. Ennek leszármazottjai a Grundfos legújabb, 2012-ben bemutatott MAGNA3 szivattyúi.

## Grundfos szivattyúk felhasználása
A Grundfos szivattyúkat számos iparágban és alkalmazási területen használják. Ezek közé tartozik az autógyártás, a bioüzemanyagok kezelése, a családi házak rendszerei, a gyógyszeripar, a gépi megmunkálás, a hőmérséklet-szabályozás, az ipari víz- és szennyvízkezelés, italgyártás, a mezőgazdaság, vízelosztás és az élelmiszeripar.